# Etruria (paquebot)
 (juillet 2018).
Si vous disposez d'ouvrages ou d'articles de référence ou si vous connaissez des sites web de qualité traitant du thème abordé ici, merci de compléter l'article en donnant les références utiles à sa vérifiabilité et en les liant à la section « Notes et références ».
L'Etruria est un paquebot transatlantique britannique mis en service en 1885 pour la Cunard Line. Avec son jumeau, l'Umbria, l'Etruria est le dernier navire de la compagnie à utiliser des voiles auxiliaires. Les deux navires faisaient partie des paquebots les plus rapides et les plus gros alors en service. LEtruria a été achevé et lancé en mars 1885, douze semaines après lUmbria et rapidement mis en service sur la route de Liverpool à New York.
C'est le premier navire doté du système de réfrigération. Sa capacité à atteindre de grandes vitesses lui fera remporter le ruban bleu en 1885 et en 1888. Le navire incarnait le luxe du style victorien. Les pièces publiques de la première classe étaient pleines de meubles richement sculptés et de lourds rideaux de velours accrochés dans toutes les pièces, et étaient encombrés d'un bric-à-brac que dictait la mode d'époque. Vite dépassé par le Campania et le Lucania en 1893, suivi du Lusitania et du Mauretania en 1907, l'Etruria devient de moins en moins utile à la compagnie qui le conserve cependant sur la ligne de l'Atlantique Nord. Une collision avec une trémie dans le port de Liverpool met un terme à sa carrière et est alors envoyé à la casse en 1910.